# Докуфест
Докуфест је фестивал документарног и кратког филма који се одржава сваког августа у Призрену. Основала га је група пријатеља 2002. године, а од тада је прерастао у културни догађај који привлачи међународне и регионалне уметнике и публику. Траје осам дана, а за то време се приказују филмови које прате разни програми, активности и радионице.